# Vägen till Jerusalem
Vägen till Jerusalem (O Caminho para Jerusalém (título em Portugal) ou A Caminho de Jerusalém (título no Brasil)) é um romance histórico do escritor sueco Jan Guillou, publicado em 1998.

É a primeira obra da trilogia "As Cruzadas".
A ação é passada na Suécia medieval do século XII, e o narrador acompanha um jovem chamado Arn Magnusson, desde o berço até à sua partida para Jerusalém.

## Filme
Os dois primeiros livros da trilogia - A Caminho de Jerusalém / O Caminho para Jerusalém e O Cavaleiro Templário - foram adaptados ao cinema pelo realizador Peter Flinth, dando origem ao filme Arn - Tempelriddaren (Arn - O Cavaleiro Templário), com o ator Joakim Nätterqvist no papel de Arn.